# Лескова (Росія)
Леско́ва (рос. Лескова) — присілок у складі Упоровського району Тюменської області, Росія.
Населення — 17 осіб (2010, 30 у 2002).
Національний склад станом на 2002 рік:
- росіяни — 100 %